# 王因街道
王因街道，是中华人民共和国山東省济宁市兖州区下辖的一个乡镇级行政单位。

## 行政区划
王因街道下辖以下地区：
王因村、西王因村、前岗村、后岗村、大辛庄村、前竹亭村、后竹亭村、苏庄村、陈家庄村、韩坡村、郑坡村、街头村、高村、梁营村、晏家村、刘家村、官庄村、长庆村、寺上村、魏庙村、孙楼村、陈庄村、店子村、戏楼村、张家村、钱家村、申街村、兴隆庄村、郭营村、史营村、前侯村、后侯村、柳沟村、吕庙村、程街村、玉皇庙村、仁祖庙村、辛集村、苗营村、东娄庄村、西娄庄村、前仁美村、西仁美村、中仁美村、后仁美村、沙河村、齐家村、娘娘庙村、周庄村、业庄村、河口村、社仓村、田庄村、丁庄村、储庄村、南许村、前韩村、后韩村、北许村和杨村矿类似社区。

## 人口
2010年中国第六次人口普查时，王因街道共有人口60020人。共有家庭18094户，平均每户3.15人。14岁以下的少年儿童共9052人，占总人口15.08%；15-64岁人口共45057人，占总人口75.06%；65岁及以上的老年人共5911人，占总人口的9.848%。男性共计30969人，占总人口51.59%；女性共计29051人，占总人口48.40%。本地居住的人口中，拥有本地户籍的人口为55576人，占92.59%。